# الذنب الجمعي الألماني

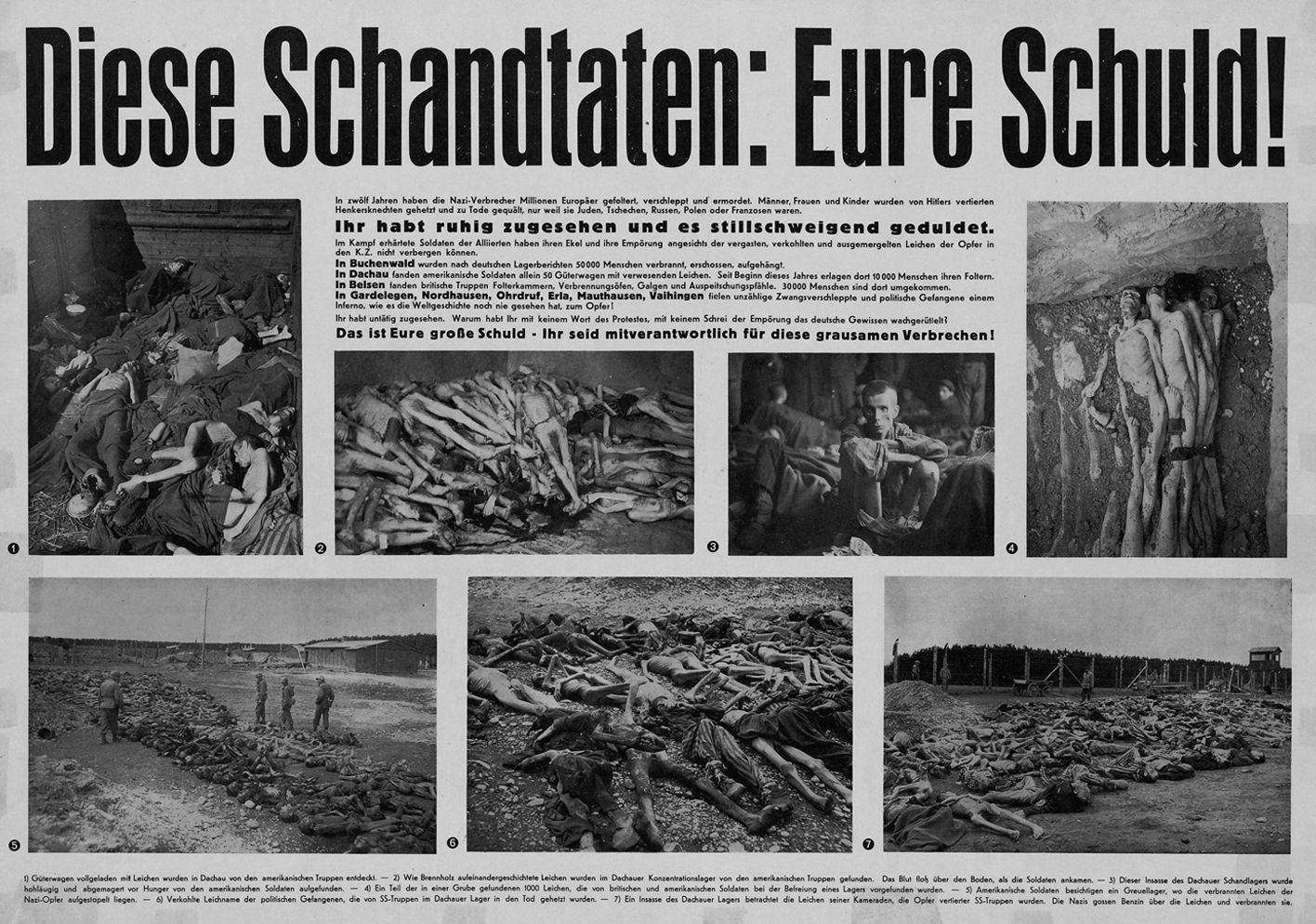

الذنب الجمعي الألماني أو الذنب الجماعي الألماني أو عقدة الذنب الجماعية الألمانية تشر هذه المصطلحات فكرة الذنب الجمعي التي تُنسب إلى ألمانيا والشعب الألماني بسبب ارتكاب الهولوكوست وبدء الحرب العالمية الثانية.
كتب المحلل النفسي السويسري كارل يونغ مقالةً مؤثرة في 1945 حول هذه المفهوم باعتباره ظاهرة نفسية، الذي أكد فيه أن الشعب الألماني يشعر بذنبٍ جمعيّ (بالألمانية: Kollektivschuld) بسبب الفظائع التي ارتكبها مجموعة من مواطنيهم، وهكذا أدخل المصطلح إلى الخطاب الفكري الألمانيّ. وقال يونغ: أن الذنب الألماني كان «بالنسبة لعلماء النفس حقيقة، وستكون أحد أهم مهام العلاج لجعل الألمان يعترفون بهذا الذنب.»
بعد الحرب، قامت قوات الاحتلال الأمريكية والبريطانية بتعزيز الخزي والذنب بحملةٍ إعلانية، والتي شملت ملصقات إعلانية تصور معسكرات الاعتقال مع شعارات مثل «هذه الفظائع: خطؤكم!» (Diese Schandtaten: Eure Schuld!).
قبل عالم اللاهوت مارتن نيمولر ورجال دين آخرين الذنب المشترك في إعلان شتوتغارت للشعور بالذنب (Stuttgarter Schuldbekenntnis) في 1945. قام الفيلسوف والطبيب النفسي كارل ياسبرس بإلقاء محاضرات على طلاب في 1946 والتي نُشرت تحت عنوان مسألة الذنب الألماني.